# 照夜白 (植物)
照夜白（学名：Nyctocalos brunfelsiiflora）是紫葳科照夜白属的植物。分布于马来西亚、印度尼西亚、泰国、缅甸以及中国大陆的云南等地，生长于海拔300米至550米的地区，见于低山丛林中，目前尚未由人工引种栽培。